# Putumayo (departman)
Putumayo je kolumbijski departman u južnom dijelu države na granici s Ekvadorom i Peruom. Glavni grad departmana je Mocoa. Prema podacima iz 2005. godine u departmanu živi 299.286 stanovnika te je 25 kolumbijski departman po broju stanovnika. Sastoji se od 13 općina.

## Općine
U departmanu Putumayo se nalazi 13 općina:
| Općina | Karta departmana |
| --- | ---------------- |
| 1. Colón 2. Mocoa 3. Orito 4. Puerto Asís 5. Puerto Caicedo 6. Puerto Guzmán 7. Puerto Leguizamo 8. San Francisco 9. San Miguel 10. Santiago 11. Sibundoy 12. Valle del Guamez 13. Villa Garzón |                  |

## Vanjske poveznice
- Službena stranica departmana